# Рыковский, Иван Иванович
Иван Иванович Рыковский (1868—1940) — российский военный деятель и педагог, генерал-лейтенант Белой армии. Первый директор Второго Донского кадетского корпуса (1920—1921).

## Биография
Родился 2 февраля 1868 года в станице Усть-Белокалитвенской Донецкого округа Области Войска Донского в дворянской офицерской семье.
В 1885 году после окончания Владимирского Киевского кадетского корпуса поступил в Александровское военное училище после окончания которого в 1886 году был произведен в хорунжии и выпущен был в комплект Донских казачьих полков. В 1890 году был произведён в сотники,
в 1893 году в подъесаулы. 

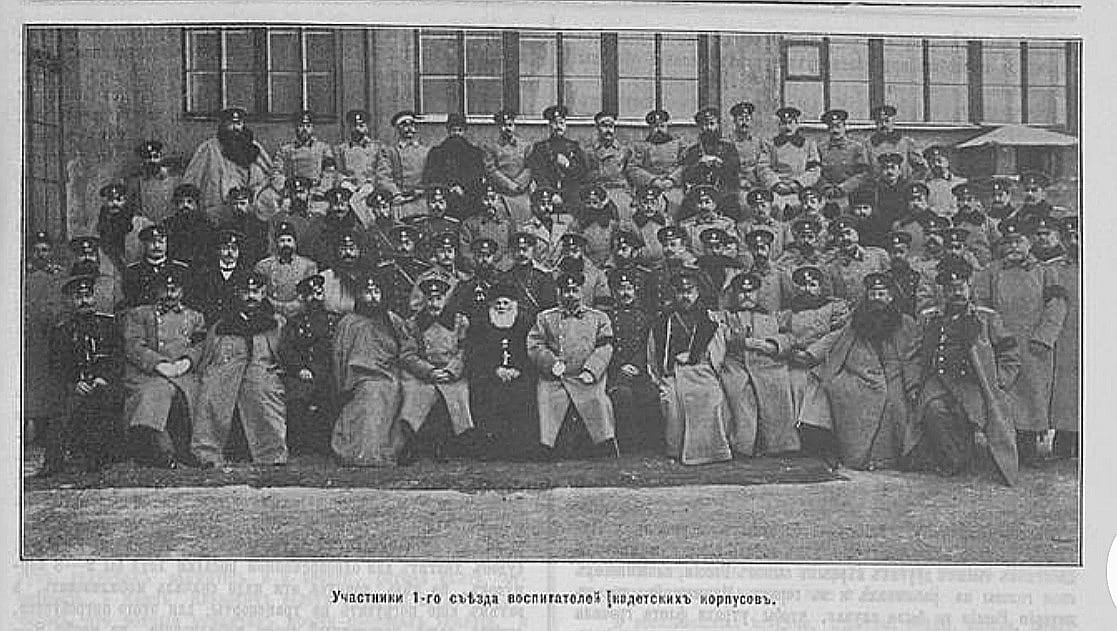
Первый ряд: А.И. Калишевский, Н.А. Хамин, Е.Е. Семашкевич, П.Н. Лазарев-Станищев, В.В. Римский-Корсаков, В. Э. Данкварт, В.А. Шильдер, Л.П. Войшин-Мурдас-Жилинский, Н.А. Радкевич, В.В. Григоров, Н. П. Попов, В.М. Кох. Второй ряд: Н.А. Зотов, М.Л. Салатко-Петрище, Н.Д. Казанцев, К.П. Сангайло, В.В. Цытович, М.А. Трубников, В. И. Греков, А.В. Полторацкий, Г.Ф. Гирс, А.Н. Зауервейд, Е.И. Глотов, А.Ф. Вячеслов, И.И. Рыковский, Н.К. Михайловский, В.Д. Языков, А.Л. Вильке, Д.А. Агищев, Н.Н. Бахтин, А.Н. Антонов, Е.А. Заржецкий. Третий ряд: М.А. Угрюмов, Н.Г. Лукирский, В.В. Гаврилович, Ф.В. Гринев, Б.А. Вильбоа, В.П. Дзякович, И.А. Завадский, Г.Д. Дитерихс, М.И. Мягков, В.И. Попов-Азотов, Н.Л. Хитрин, В.О. Плошинский, А.С. Азарьев, Н.Д. Коптев, В.А. Муромцев, Ф.Н. Доннер, В.В. Смирнов, А.Д. Ромашкевич, Н.Н. Купчинский, М.А. Сафонов. Четвёртый ряд: К.К. Лютер, Н.С. Желязовский, В.С. Лавров, Б.А. Гартвиг, А.С. Манучаров, В.И. Бурков, Т.В. Львов, П.П. Шаховской, В.С. Яковлев, В.Д. Чемякин, П.П. Черепанов, И.Г. Денисов, В.В. Татаринов, Н.В. Петров. Санкт-Петербург. 1908 год

В 1899 году был  переведён в Главное управление военно-учебных заведений и после окончания Петербургских педагогических курсов при Главном управлении военно-учебных заведений был назначен офицером-воспитателем, а с 1909 по 1916 год — сотенный командир Донского императора Александра III кадетского корпуса. В 1899 году был произведён в есаулы, в 1902 году в войсковые старшины и в 1909 году за отличие по службе в полковники. С 22 по 31 декабря 1908 года И.И. Рыковский был назначен представителем от Донского императора Александра III кадетского корпуса в город Санкт-Петербург на Первый съезд офицеров-воспитателей кадетских корпусов в качестве обязательного участника. На съезде им был прочитан доклад на тему: «Задачи и средства массового воспитания в кадетских корпусах». С 1916 года был участником Первой мировой войны в качестве старшего офицера Донского 14-го казачьего полка.
С 1918 году участник Гражданской войны в составе Донской армии в качестве командира 2-й сотни и инспектора классов — помощника директора Донского кадетского корпуса. В 1919 году был произведён в генерал-майоры. С 1919 по 1920 год являлся дежурным генералом при штабе Донской армии Вооружённых сил Юга России. В 1920 году И.И. Рыковский по распоряжению атамана Всевеликого Войска Донского А. П. Богаевского на основе Донского кадетского корпуса, начал создавать Второй Донской кадетский корпус.  После наступления Красной армии на Новочеркасск собрал оставшихся кадет, воспитателей и преподавателей в единую команду и вывез их всех в Крым, корпус вошёл в состав Русской армии генерала П. Н. Врангеля сначала находился в Симферополе, затем в Евпатории. В ноябре 1920 года когда Красная армия прорвались через Сиваш, корпус под руководством Рыковского был переправлен до Севастополя а откуда на пароходе «Добыча» сначала в Константинополь, а затем  на пароходе «Великий Князь Владимир» в Сербию. С 1920 по 1921 год — директор Второго Донского кадетского корпуса, генерал-лейтенант.
Скончался 25 октября 1940 года в Белграде, похоронен на Новом кладбище (участок 84, место 498).

## Награды
- Орден Святого Станислава 3-й степени с мечами и бантом
- Орден Святой Анны 3-й степени
- Орден Святого Станислава 2-й степени
- Орден Святой Анны 2-й степени
- Орден Святого Владимира 4-й степени
- Орден Святого Владимира 3-й степени